# Executive Order 13224
Die Executive Order 13224 ist eine Durchführungsverordnung des US-Präsidenten George W. Bush, die am 23. September 2001 als Reaktion auf die Anschläge am 11. September 2001 erlassen wurde. Sie wird regelmäßig erneuert, zuletzt durch US-Präsident Donald Trump, und reguliert seit ihrem Inkrafttreten die weltweite Vorgehensweise der Vereinigten Staaten gegen Terrororganisationen und deren Unterstützer.
Sie ermächtigt das US-Außenministerium, in Absprache mit dem US-Finanz- und Justizministerium die Vermögenswerte ausländischer Personen und Organisationen, die terroristische Handlungen begehen oder ein erhebliches Risiko der Begehung solcher Handlungen darstellen, zu bestimmen und zu sperren und bietet somit ein Mittel zur Unterbrechung des finanziellen Unterstützungsnetzes für Terroristen und terroristische Organisationen.
Nach der Erklärung von George W. Bush zur Executive Order on Terrorist Financing vom 24. September 2001 veröffentlichten die USA erstmals eine Liste von Personen und Organisationen, welche mit Terrorismus in Verbindung stehen. Der Sicherheitsrat der Vereinten Nationen hat die Listen übernommen und die Mitgliedstaaten dazu angehalten, diese in ihren Ländern zu übernehmen. Das war der Auftakt neuer weltweiter Kampagnen für die Trockenlegung der finanziellen Ressourcen des internationalen Terrorismus.
Mit dem internationalen Terrorismus in Verbindung gebrachte Staaten werden auf einer separaten Liste geführt (State Sponsors of Terrorism).